# В тайните на блатото
„В тайните на блатото“ (на гръцки: Στα μυστικά του βάλτου) е най-известният роман на гръцката писателка Пинелопи Делта. Издаден е през 1937 година в Атина. Разказва за борбите в Ениджевардарското езеро между четите на Вътрешната македоно-одринска революционна организация и Гръцката въоръжена пропаганда в Македония от началото на XX век. Главни протагонисти са андартите Телос Аграс, Йоанис Деместихас, Константинос Сарос, а антагонист е българският войвода Апостол Петков. За написването на книгата си Делта се вдъхновява от личността на Илектра Драку и на любовника си Йон Драгумис.
Книгата претърпява десетки преиздавания и е насочена към детската аудитория.